# Beemdkant (Laarbeek)

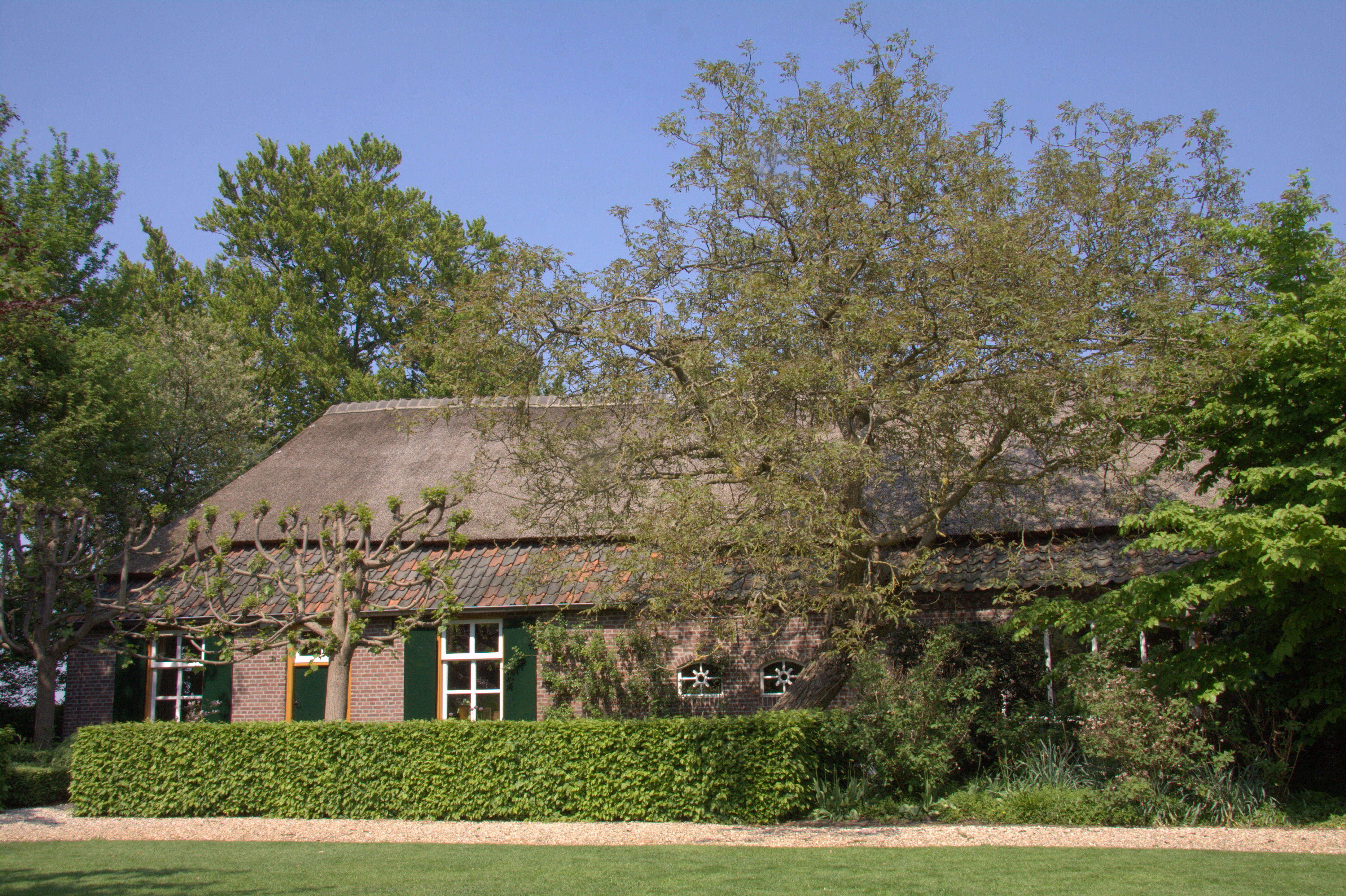
De Plashoeve, een monumentale langgevelboerderij uit 1750.

De Beemdkant is een buurtschap  in het buitengebied van de voormalige gemeente Lieshout, nu deel van de gemeente Laarbeek in de Nederlandse provincie Noord-Brabant. De buurtschap is gelegen ten noorden van de bebouwde kom van Lieshout en wordt doorsneden door enkele weggetjes, sommige geasfalteerd, andere verhard met puin, allemaal met het naambord Beemdkant. Behalve aan de zuidkant, daar wordt de buurtschap begrensd door de Provinciale Weg.

## Geschiedenis
Het toponiem Beemdkant komt al voor in de verpondingskohieren van 1681. Het werd toen geschreven als beembt cant en had slechts betrekking op een gebied van geringe omvang. De gebieden die grensden aan de Beemdkant waren genaamd Turffdonck en Cattenhool. Op den duur begon men met Beemdkant een steeds groter gebied aan te duiden totdat de naam Beemdkant ten slotte de oude benamingen Turffdonck en Cattenhool geheel verdrong.
Rond het jaar 1700 telde het gebied dat nu Beemdkant heet dertien boerenbedrijven. Een ervan, de Plashoeve, een voormalige domeinhoeve van de abdij van Floreffe, was 24 hectare groot. De andere twaalf waren van oudsher kleine zelfstandige boerenbedrijven. Verreweg de meeste grondcijnsen (belastingen op grond) voor deze bedrijven waren vastgesteld in kapoenen, hetgeen op oude cultuurgronden wijst.
In die tijd hadden de boeren een gemengd bedrijf. Hoofdactiviteit was landbouw. Men verbouwde voornamelijk rogge, gerst, haver, erwten, bonen en boekweit. Omdat de zandgrond erg schraal was hield men koeien voor de mest. Melk en boter waren eigenlijk maar bijproducten.

## Huidige situatie
Sinds de tweede helft van de vorige eeuw is de situatie sterk veranderd. Hoofdactiviteit is nu veeteelt. Men houdt koeien, varkens, schapen en ook konijnen in intensieve bedrijven. De enorme hoeveelheden mest die het gevolg zijn van de intensieve veeteelt worden met grote injectiemachines uitgereden over de akkers en de weilanden. Op akkers wordt vrijwel alleen nog mais geteeld, dat gewas blijkt het best bestand tegen de uitgereden mest. De oogst aan gras en mais wordt gebruikt als veevoer.
Tot de dag van vandaag is de Beemdkant een agrarisch gebied gebleven. Veel boeren stoppen echter met hun bedrijf, hun kinderen hebben geen trek in het moeilijke en onzekere bestaan als boer. De vrijkomende percelen geven andere boeren de kans hun bedrijf te vergroten. Maar het besef dat de benodigde schaalgrootte in de Beemdkant en omstreken niet haalbaar is doet een enkele boer besluiten alles te verkopen en een echt grootschalige boerderij in Groningen over te nemen. Er treedt ook een verschuiving op in de richting van tuinbouw. Een aantal percelen wordt thans gebruikt voor het kweken van aardbeien.
De oude boerderijen zijn in de loop van de tijd ofwel aangepast aan moderne eisen ofwel afgebroken en vervangen door nieuwbouw. Steeds meer boerderijen worden inmiddels bewoond door burgers. Ondanks dat is het saamhorigheidsgevoel nog niet verdwenen, zo wordt er als iemand overlijdt nog ouderwets aangezegd.
Hoofdplaats: Beek en Donk      Dorpen: Aarle-Rixtel · Lieshout · Mariahout

Buurtschappen: Achterbosch · Asdonk · Beemdkant · Bemmer · Broek · Broekkant · Deense Hoek · Donkersvoort · Ginderdoor · Groenewoud · Heereind · Hei · Heikant · 't Hof · Hool · Karstraat · Laar · Strijp

Noord-Brabant: Steden en dorpen      Nederland: Provincies · Gemeenten